# Маклаки (Поломское сельское поселение)
Маклаки́ — деревня в Кирово-Чепецком районе Кировской области в составе Поломского сельского поселения.

## География
Расположена на расстоянии примерно 10 км на юго-запад от центра поселения села Полом.

## История
Известна с 1727 года как деревня Моклоковская с 4 дворами, в 1764 году 109 жителей. В 1873 здесь (Маклаковская или Маклаки большие) дворов 31 и жителей 223, в 1905 (Большие Маклаки) 48 и 287, в 1926 63 и 299, в 1950 44 и 144, в 1989 уже не было постоянных жителей. Настоящее название утвердилось с 1978 года. Ныне имеет дачный характер.

## Население
Постоянное население составляло 0 человек в 2002 году, 1 в 2010.